# Ananias Shikongo
Ananias Shikongo (* 25. April 1986 in Okankolo, Südwestafrika)  ist ein namibischer paralympischer Athlet. Er gilt als erfolgreichster Behindertensportler seines Heimatlandes.
Seit der Kindheit erblindet startet er in der Klassifizierungsgruppe T11.
Shikongo ist Goldmedaillengewinner der Sommer-Paralympics 2016 (200 m) und der Paralympischen Afrikaspiele 2011 (200 m) und 2015  (100, 200 und 400 m) sowie mehrfacher Medaillengewinner bei den Leichtathletik-Weltmeisterschaften der Behinderten. Silber gewann er über die 400 m bei den Sommer-Paralympics 2020. Er nahm an den Commonwealth Games 2018 teil, wo er 4. über die 100 m wurde. Bei den Commonwealth Games 2022 lief Shikongo im Halbfinale über 100 m in 11,12 Sekunden Commonwealth-Games-Rekord. Im anschließenden Finale erlief er die Bronzemedaille. Bei den Sommer-Paralympics 2024 in Paris ging Shikongo über die 100 und 400 Meter leer aus.